# Nontapat Naksawat
Nontapat Naksawat (thailändisch นนทพัทธิ์ นาคสวัสดิ์, * 20. Juni 2000) ist ein thailändischer Fußballspieler.

## Karriere
Nontapat Naksawat stand bis Ende 2019 bei Air Force United unter Vertrag. Der Klub aus Bangkok spielte in der zweiten thailändischen Liga, der Thai League 2. Nachdem der Verein Ende 2019 bekannt gab, dass man sich aus der Liga zurückzieht, unterschrieb er Anfang 2020 einen Vertrag beim Uthai Thani FC. Der Verein aus Uthai Thani übernahm die Lizenz von Air Force und trat ab 2020 in der zweiten Liga an. Sein Zweitligadebüt gab er am 19. September 2020 im Auswärtsspiel gegen den Navy FC. Hier wurde er in der 63. Minute für Prince Amponsah eingewechselt. Am Ende der Saison 2020/21 stieg er mit dem Verein in die dritte Liga ab. Hier tat er mit Uthai Thani in der Northern Region an. Am Ende der Saison 2021/22 feierte er mit Uthai Thani die Meisterschaft der Region. In der National Championship, den Aufstiegsspielen zur zweiten Liga, belegte man den ersten Platz und stieg nach einer Saison in der Drittklassigkeit wieder in zweite Liga auf. Am Ende der Saison wurde er mit Uthai Thani Tabellendritter und qualifizierte sich somit für die Aufstiegsspiele zur ersten Liga. Hier konnte man sich im Finale gegen den Customs United FC durchsetzen und stieg in die erste Liga auf.

## Erfolge
Uthai Thani FC
- Thai League 3 – North: 2021/22
- Thai League 3 – National Championship: 2021/22  ▲